# دان‌سنت‌میکلوش
دان‌سنت‌میکلوش (به مجاری:  Dánszentmiklós) یک شهرداری در مجارستان است که در ناحیه تسگلد واقع شده‌است. دان‌سنت‌میکلوش ۳۸٫۰۱ کیلومتر مربع مساحت و ۲٬۸۸۳ نفر جمعیت دارد.